# 치체르나카베르드

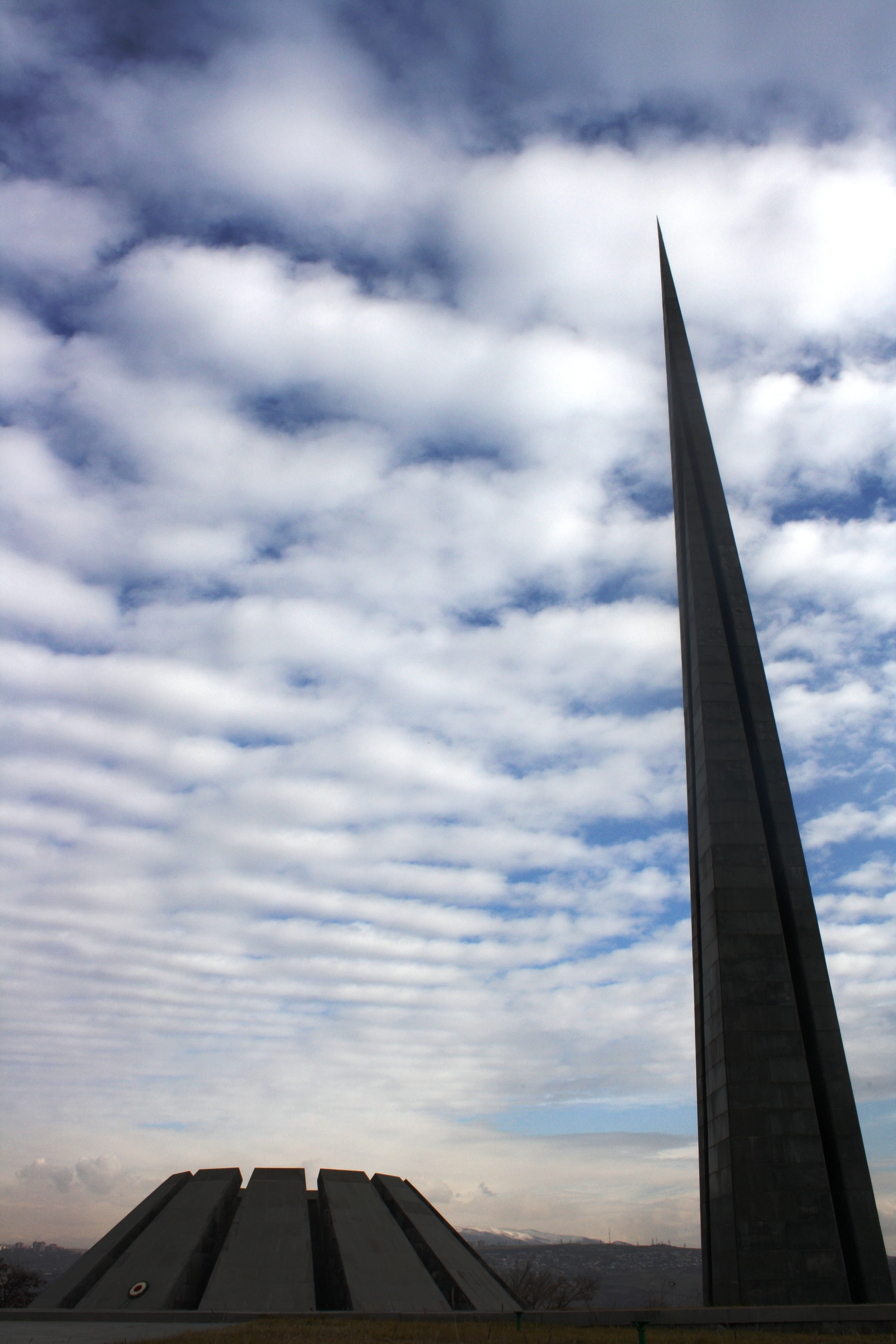
치체르나카베르드

아르메니아 학살 추모관(아르메니아어: Հայոց ցեղասպանության զոհերի հուշահամալիր)은 1967년 지어진 아르메니아 예레반의 추모 공간이다. 치체르나카베르드(아르메니아어: Ծիծեռնակաբերդ) 언덕에 지어진 것으로, 아르메니아 학살을 추모하는 기념관 등이 늘어서 있다. 또한, 매년 4월 24일에는 아르메니아 학살 추모의 날을 맞아 많은 인파가 몰린다. 1995년에는 아르메니아 학살 박물관 연구소(아르메니아어: Հայոց ցեղասպանության թանգարան-ինստիտուտ)가 개관하였다.

## 같이 보기
- 아르메니아 학살 추모의 날
- 야드바솀